# Castlevania III: Dracula's Curse
Castlevania III: Dracula's Curse é o terceiro título da série Castlevania produzido para o Nintendo Entertainment System. Foi publicado pela Konami no Japão em 1989 e na América do Norte em 1990. Na Europa, foi distribuído pela Palcom Software, em 1992. Posteriormente, foi relançado via Virtual Console.
O jogo tem como protagonista o ancestral de Simon, Trevor Belmont, sendo situado 215 anos antes dos eventos ocorridos em Castlevania e Castlevania II: Simon's Quest.
Uma minissérie animada original da Netflix foi baseada neste título e lançada em julho de 2017, intitulada Castlevania.

## Jogabilidade
Castlevania III abandona os elementos de aventura de seu antecessor e volta a utilizar o sistema de plataforma do primeiro Castlevania. Mas, diferentemente do original, Castlevania III não segue um roteiro linear: conforme avança no jogo, o jogador pode escolher dentre até quatro personagens e, após passar da primeira fase, pode escolher vários caminhos a seguir, que levam a várias fases diferentes. Há um total de 16 fases no jogo.

## História
O ano é 1476, Conde Dracula começa a devastar a Europa com um exército de monstros. O caçador de vampiros Trevor Belmont, atual portador do chicote sagrado Vampire Killer, é chamado de volta à Valáquia pela Igreja Católica, onde anos antes sua família foi exilada por serem temidos devido aos seus poderes sobre-humanos. Há mais três personagens que podem se unir a Trevor em sua missão: Sypha Belnades, uma jovem sacerdotisa com vários poderes mágicos e que se disfarça de homem até o final do jogo; Grant DaNasty, um ágil pirata com a habilidade de escalar paredes e teto; e Alucard, o filho de Dracula, um dampiro com habilidades de disparar bolas de fogo e se transformar em morcego. O final do jogo varia de acordo com qual personagem ajuda Trevor a destruir Dracula.
Trevor e seus companheiros cruzam todo o território da Valáquia, derrotando diversas criaturas e o próprio Conde Dracula no final. Quando este é derrotado, Alucard cai em um torpor auto-induzido, que dura 320 anos (até  Castlevania: Symphony of the Night). Grant DaNasty ajuda Trevor na reconstrução de Valáquia, agora que está em paz. Sypha pede Trevor em casamento e os dois dão continuidade ao clã Belmont, que volta a ter o respeito que merece.

## Desenvolvimento

### Lançamento
O jogo foi originalmente lançado para o Nintendo Entertainment System no Japão em 22 de dezembro de 1989, na América do Norte em 25 de outubro de 1990, e na Europa em 18 de novembro de 1992.
Em 16 de novembro de 2002, a Konami lançou a série Konami Collector's Series: Castlevania & Contra, da qual Castlevania III: Dracula's Curse fez parte sendo lançado para Microsoft Windows.[carece de fontes?]
Anos depois, recebeu relançamentos para Virtual Console: entre 2008 e 2009 foi lançado para o Wii, e em 2014 para o 3DS e Wii U[carece de fontes?]

## Recepção
A revista japonesa Famitsu o avaliou com nota 30/40. Em 1997, a Electronic Gaming Monthly o considerou o 57º melhor jogo de console de todos os tempos, citando como pontos altos o controle de múltiplos personagens, as múltiplas rotas disponíveis, e excelentes visuais e música.
A Nintendo Power o listou como o nono melhor jogo do NES, elogiando-o pelas melhorias sobre seus antecessores na série. Tim Turi, da Game Informer, elogiou o jogo e os personagens Alucard e Grant. A GamesRadar o considerou o oitavo melhor jogo de NES, afirmando que ele retornou ao estilo original da série e a elevou para novos níveis. A GameZone o considerou o terceiro melhor jogo de Castlevania.
Koji Igarashi, ex-produtor e desenvolvedor da série Castlevania, disse que Dracula's Curse era o seu jogo preferido da série, citando o som, a ambientação, e a maneira como o enredo é explicado através da jogabilidade como seus pontos fortes. Shutaro Iida, que foi desenvolvedor de jogos da série e diretor de Castlevania: Harmony of Despair, também afirmou que este era o seu título favorito, citando o áudio do jogo como o melhor ponto, especialmente porque a versão japonesa foi lançada exclusivamente com um chip especial para o som.

## Outras mídias
Um filme Dracula's Curse esteve em desenvolvimento desde 2007 com a escritora Warren Ellis, Frederator Studios, e James Jean participando do projeto. Em agosto de 2015, o produtor Adi Shankar revelou que o projeto, agora uma minissérie animada, estava finalmente em produção. Intitulada apenas como Castlevania, a primeira temporada de quatro episódios estreou na Netflix em 7 de julho de 2017. Pouco depois, a série foi renovada para uma segunda temporada de oito episódios, que estreou em 26 de outubro de 2018. Uma terceira temporada de dez episódios foi lançada em 5 de março de 2020.